# Ron Brown (futbolista)
Ronald James Brown (ur. 31 marca 1961 w Los Angeles) – amerykański lekkoatleta sprinter, mistrz olimpijski z 1984 z Los Angeles, później zawodnik futbolu amerykańskiego.
Nie odnosił znaczących sukcesów indywidualnych. Na mistrzostwach Stanów Zjednoczonych zajął 5. miejsce w biegu na 100 metrów w 1981. Miał jednak bardzo dobry rekord życiowy na tym dystansie – 10,06 s z 1983. Zajął 3. miejsce w biegu na 100 metrów podczas kwalifikacji amerykańskich przed igrzyskami olimpijskimi w 1984 w Los Angeles i tym samym znalazł się w składzie olimpijskiej reprezentacji USA. 
Na igrzyskach Brown zajął 4. miejsce w biegu na 100 metrów. Był również członkiem amerykańskiej sztafety 4 × 100 metrów, która zdobyła złoty medal, w finale poprawiając rekord świata czasem 37,83 s (biegła w składzie: Sam Graddy, Ron Brown, Calvin Smith i Carl Lewis).
Po igrzyskach Brown został zawodnikiem futbolu amerykańskiego. Grał jako wide receiver. Występował w zespołach Los Angeles Rams (1984–1989), Los Angeles Raiders (1990) i ponownie Los Angeles Rams (1991).

## Rekordy życiowe
- bieg na 100 metrów – 10,06 s (1983)
- bieg na 50 jardów (hala) – 5,29 (1982)
- bieg na 50 metrów (hala) – 5,69 s (1984 & 1987)
- bieg na 55 metrów (hala) – 6,07 (1984)